# 미식학

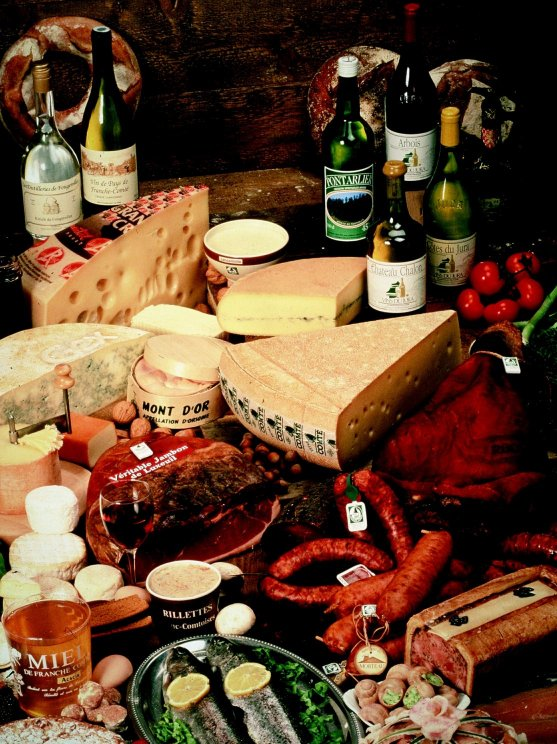
미식.

미식(美食) 또는 가스트로노미(gastronomy)는 음식과 문화의 관계, 맛있는 음식을 준비하고 접대하는 기술, 특정 지역의 조리 방식 등에 관한 연구이다. 요리학(料理學) 또는 미식학(美食學)이라고도 한다.

## 같이 보기
- 분자 미식학
- 미쉐린 가이드